# Parramatta Eels
Die Parramatta Eels sind ein australischer Rugby-League-Verein aus Sydney. Die 1946 gegründeten Eels waren in der ersten Hälfte der 1980er Jahre das dominierende Team in Australien. Die primären Vereinsfarben der "Aale" sind Blau und Gelb, ihre Heimspiele tragen sie im CommBank Stadium oder alternativ im ANZ Stadium aus.

## Geschichte
Bereits in den 1930ern plante die New South Wales Rugby Football League (NSWRFL) einen Verein aus dem Bezirk Parramatta City aufzunehmen, was jedoch durch den Ausbruch des Zweiten Weltkriegs hinausgezögert wurde. 1947 nahmen die neugegründeten Eels schließlich den Spielbetrieb in Australiens Topliga auf. Die ersten Jahre waren jedoch von völligem Misserfolg gekennzeichnet. In den zehn Spielzeiten zwischen 1952 und 1961 beendete Parramatta die Saison achtmal als Tabellenletzter und "gewann" somit massenweise Wooden spoons. Erst 1962 konnte sich das Team erstmals für die Play-offs qualifizieren. 1976 erreichten die Eels ihr erstes Grand Final, welches jedoch unglücklich gegen die Manly-Warringah Sea Eagles verloren ging. Ein Jahr später unterlag man im zweiten Grand Final gegen die St. George Dragons erst im Wiederholungsspiel. Mit der ersten Meisterschaft 1981 durch einen Finalerfolg gegen die Newtown Jets begann Parramattas Goldenes Zeitalter. Unter der Führung von Starspielern wie Ray Price, Steve Ella und Peter Sterling gelangen 1982, 1983 und 1986 weitere Titelgewinne, darüber hinaus 1982 die Minor Premiership und 1984 die Vize-Meisterschaft. 1987 endete diese Ära jedoch und die Eels konnten neun Jahre lang nicht mehr in die Play-offs einziehen. Erst 2001 nahm Parramatta nach einer starken Saison und dem Gewinn der Minor Premiership wieder an einem Grand Final teil, unterlag jedoch den Newcastle Knights. 2009 verlor man gegen die Melbourne Storm, denen dieser Titel später aberkannt wurde, das bislang letzte Grand Final. 2012, 2013 und 2018 folgten weitere Wooden spoons.

## Erfolge
- Meisterschaften (4): 1981, 1982, 1983, 1986
- Vize-Meisterschaften (5): 1976, 1977, 1984, 2001, 2009
- Minor Premierships (5): 1977, 1982, 1986, 2001, 2005
- NRL Auckland Nines (1): 2016

### Teilnahmen von Spielern am NRL All-Stars Game
| Name             | Position                                              | Teilnahme(n) | Mannschaft           |
| Jarryd Hayne     | Schlussmann                                           | 2010, 2013   | NRL All Stars        |
| Nathan Hindmarsh | Zweite-Reihe-Stürmer                                  | 2011, 2012   | NRL All Stars        |
| Carl Webb        | Pfeiler, Zweite-Reihe-Stürmer, Dritte-Reihe-Stürmer   | 2011         | Indigenous All Stars |
| Anthony Mitchell | Hakler                                                | 2011         | Indigenous All Stars |
| Chris Sandow     | Gedrängehalb                                          | 2012         | Indigenous All Stars |
| Joseph Paulo     | Verbinder, Zweite-Reihe-Stürmer, Dritte-Reihe-Stürmer | 2015         | NRL All Stars        |